# Sulcophanaeus menelas
Sulcophanaeus menelas là một loài bọ cánh cứng trong họ Bọ hung (Scarabaeidae).